# And Yet It Moves

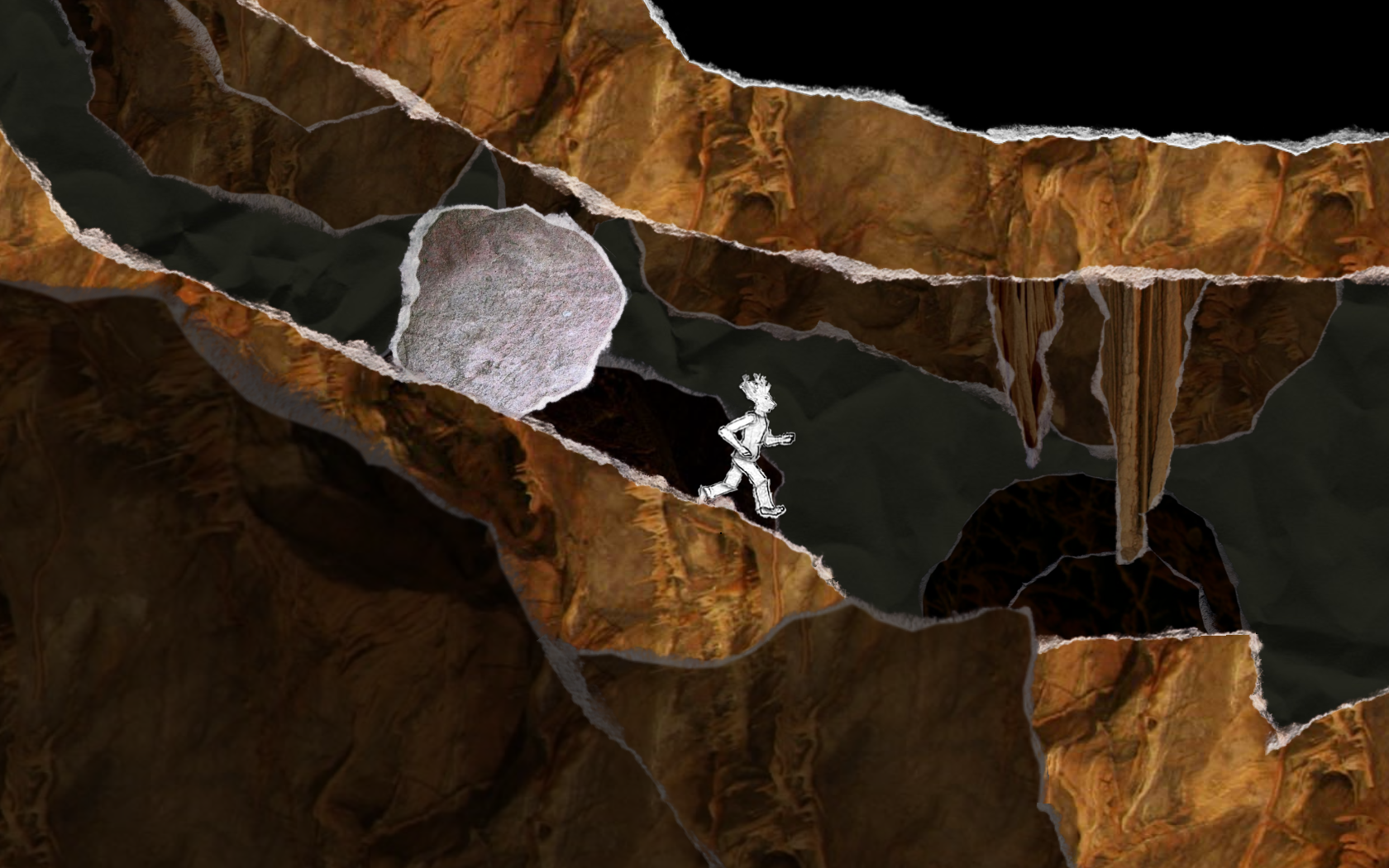
Screenshot

And Yet It Moves ist ein Multiplattformspiel des selbstständigen Entwicklers Broken Rules. Die Veröffentlichung der Windows-Version war am 2. April 2009, im August 2010 erschien das Spiel auch als WiiWare-Titel. Im Januar 2015 erschien unter dem leicht geänderten Namen Yet It Moves eine iOS-Version des Spiels. Weiterhin ist der Titel Teil des dritten Humble Indie Bundles.

## Spielprinzip
And Yet It Moves ist ein typisches Jump ’n’ Run mit Rätselelementen. Die Welt wird durch eine Collage aus Papierschnipseln gebildet. Der Spieler steuert seine Spielfigur durch linear aufgebaute Levels mit dem Ziel, den Endpunkt zu erreichen. Dabei hat er die Möglichkeit, die Welt um die eigene Achse zu rotieren, was entsprechenden Einfluss auf physikalische Effekte wie zum Beispiel die Gravitation hat. Da der Wechsel der Drehrichtung unmittelbar geschieht, bleibt die Impulskraft aller Objekte erhalten. Der Spieler kann durch Stürze und andere Gefahren sterben, was viele Rätsel zusätzlich erschwert. Insgesamt gibt es 17 Levels, die in drei verschiedenen Umgebungsvarianten stattfinden.
In der WiiWare-Version wird die Rotation der Welt durch eine entsprechende Drehung der Wii-Fernbedienung erreicht, was (im Gegensatz zu der PC-Version) eine stufenlose Bewegung ermöglicht. Zusätzlich sind in dieser Version drei Bonuslevel enthalten.

## Kritik
Die durchschnittliche Metacritic-Bewertung von And Yet It Moves liegt für die PC-Fassung bei 75 und für die Wii-Version bei 83 von 100 Punkten.